# Ampicilina
A ampicilina é um antibiótico beta-lactâmico semi-sintético, obtido a partir do ácido 6-aminopenicilânico (6-APA), de elevado consumo na medicina. A rota atual de produção (ano de 2006), conhecida como "rota química", utiliza solventes altamente tóxicos e baixas temperaturas e, portanto, está restrita a países com exigências ambientais limitadas (como China e Índia). Outros países apenas importam a ampicilina como principio ativo para comercialização. Uma rota de produção por via enzimática está em pesquisa (utilizando a Penicilina G Acilase, PGA), conhecida como "rota verde", cujo objetivo é realizar a síntese em meio aquoso e em temperatura próxima a ambiente, permitindo que o composto seja produzido em outros países e com risco ambiental muito reduzido.

## História
Sintetizada em 1987, por Batchelor e col. o qual tornou viável a obtenção do núcleo central das penicilinas através de um mecanismo fácil com elevado rendimento e pouco gasto.
Com o conhecimento adequado, os cientistas do laboratório Beecham, Inglaterra, iniciaram pesquisas sobre penicilinas semi-sintéticas que tivessem espectro de ação ampliado em relação à penicilina.
Foi a primeira penicilina semi-sintética que mostrou ação contra bacilos gram-negativos abrindo o campo de penicilinas de amplo espectro.
Comercializada na forma anidra, triidratada e sódica, bem como nas formas de depósito, isto é, ligada a benzatina ou à probenecida.
Esta apresentaçáo, embora tenham algumas diferenças físico-químicas e farmacológicas, não alteram o efeito do antibiótico em meio ácido (estômago) ou a inativação por beta-lactamases (junto com outros medicamentos).

## Classificação
Classificada como uma aminopenicilina e difere estruturalmente da penicilina G somente pela presença de um grupo amino na posição alfa do carbono benzilico da cadeia lateral R ou seja uma pequena mudança na sua cadeia lateral.

## Mecanismo de ação
O grupo amino ionizável confere amplo espectro de ação, devido à diminuição da hidrolise ácida catalisada. Ocorre assim, um decréscimo da reatividade do oxigênio da carbonila amídica frente à sua participação na abertura do anel beta-lactâmico para formação do ácido penicilâmico.
Baseado em informações do compêndio - Drug Infornmation, 1999 - Um tipo de bíblia dos medicamentos.
Por ser antibiótico bactericida, apresenta mecanismo e ação semelhante ao das outras penicilinas. Entretanto, a ampicilina tem maior afinidade a proteína fixadora da penicilina 3, que é responsável pela formação de septos no momento da divisão da célula bacteriana.
Dessa forma, age sobre o microorganismo sensível em um prazo médio de 6 a 120 minutos.
A resistência dos microorganismos às penicilinas limita sua ação. Os microorganismos tornam-se resistentes às penicilinas principalmente devido a ação de um ou mais dos seguintes mecanismos:
Inativação do antibiótico por beta-lactamases bacterianas, através do rompimento do anel beta-lactâmico do núcleo das penicilinas - Ação da bactéria ao romper o anel protetor do antibiótico;
Redução na permeabilidade da membrana externa e, conseqüentemente, uma menor capacidade do antibiótico atingir as proteínas ligantes apropriadas;
Alteração, diferenças estruturais nas proteínas ligantes à penicilina;
Esses dados foram compilados do livro Tolerância (Rang & Dale, 1995).
Quando lançada no início da década de 1960, a ampicilina mostrava-se ativa contra bactérias gram-positivas:
estreptococo beta-hemolítico, viridescente, enterococo, pneumococo, estafilococo não produtor de penicilase, listéria, clostrídios, bacilo diftérico Corynebacterium diphteriae - Ver Difteria
E várias bactérias gram-negativas :
menigococo gonococo, Haemophilus influenzae, Proteus mirabilis, Salmonela Shigela, Brucella, Pasteurella, Escherichia coli, Bordetella, inclusive os bacteróides e outros germes anaeróbicos.
Inicialmente não agia contra Kleesiella-Enterobacter e era inócua contra Proteus indol-positivos, Serratia, Pseudomonas, bem como requéstia, micoplasma e clamídias. Devido à inativação pela penicilase a ampicilina, desde logo, mostrou-se desprovida de ação sobre estafilococos e outros microorganismos que elaboram esta enzima.
Em conseqüência ao seu uso indiscriminado em todo o mundo, a resistência bacteriana a ampicilina desenvolveu-se de maneira constante e ascendente, sendo atualmente incerta a eficácia deste fármaco frente a determinadas infecções, principalmente as causadas por bacilos gram-negativos e estafilacocos hospitalares.
Absorvida por via oral e parenteral, com pequenas variações nas concentrações séricas obtidas após a administração oral da ampicilina anidra, triidratada e sódica tais as diferenças não apresentam vantagens terapêuticas significadas, para o efeito prático, considera-se semelhante à absorção oral das três apresentações, comprimido, cápsulas e pó.
Uma vez absorvida, a ampicilina distribui-se pelos tecidos e líquidos orgânicos, sendo encontrado níveis elevados no pulmão, fígado, rins, pele, tubo digestivo, bile, líquidos sinovial, peritonial e pleural. Sua concentração no cérebro, seios da face, músculos, coração, saliva, lágrimas e suor são menor que a do sangue, mas suficiente para ação terapêutica.
Atravessa a barreira placentária originando concentrações terapêuticas no feto e líquido amniótico. Também atravessa a barreira hematoencefálica em pacientes com meningoencefalite.
É normalmente eliminada pela bílis e pela urina.

## Indicações
Indicada para: meningites meningogógicas, febre paratifoide, faringite bacteriana, gonorreia, pneumonia por Haemaphilus influenzae, pneumonia por Proteus mirabilis, septicemia bacteriana, infecções de pele e tecidos moles produzidos por enterococos, Escherichia coli, Shigella e Salmonella.
Apesar de na atualidade existir uma crescente resistência à ampicilina entre tais microorganismos.
Recomenda-se fazer testes bacteriológicos para a determinação dos microorganismos causadores do processo infeccioso, assim como a sensibilidade destes à ampicilina, antes da ingestão de qualquer medicação antimicrobiana, sempre que a situação permitir.

## Contra-indicações
A Ampicilina está desaconselhada a pacientes alérgicos a este antibiótico ou a antibióticos do tipo penicilina. Este medicamento pode estar desaconselhado a mulheres grávidas ou a amamentar e a pessoas com doença hepática ou renal grave.

## Reações adversas
- Indigestão
- Diarreia
- Vómitos
- Rash cutâneo